# Banja Koviljača
Banja Koviljača (v srbské cyrilici Бања Ковиљача) је místní část města Loznica v Srbsku, původně samostatná obec. Administrativně spadá pod město Loznici a také Mačvanský okruh. Dle sčítání lidu v roce 2011 měla 5151 obyvatel.
Banja Koviljača se rozkládá na břehu řeky Driny, v blízkosti Loznice, v regionu známém jako Podriní a v blízkosti Mačvy.
Obec se rozvinula poblíž zdrojů léčivého bahna. Postupně zde v 19. století vznikl lázeňský areál. V roce 1855 provedl Pavle Ilić první chemickou analýzu místních vod. Lázně nesly název podle tehdejšího krále Petra až do druhé světové války. Poté zde bylo zřízeno moderní sanatorium.
V blízkosti obce se nachází také záchytné středisko pro uprchlíky.